# شاتگیت
شاتگیت (به انگلیسی: Shotgate) یک روستا و محله مدنی در بریتانیا است که در بزیلدون واقع شده‌است.